# Поджеве
Поджеве (пол. Podrzewie) — село в Польщі, у гміні Душники Шамотульського повіту Великопольського воєводства. Населення — 867 осіб (2011).
У 1975—1998 роках село належало до Познанського воєводства.

## Демографія
Демографічна структура станом на 31 березня 2011 року:
|          | Загалом | Допрацездатний вік | Працездатний вік | Постпрацездатний вік |
| -------- | ------- | ------------------ | ---------------- | -------------------- |
| Чоловіки | 431     | 90                 | 300              | 41                   |
| Жінки    | 436     | 87                 | 265              | 84                   |
| Разом    | 867     | 177                | 565              | 125                  |